# Base General Almirante

Escudo de la Unidad de Servicios de la Base «General Almirante».

Base «General Almirante» es el nombre de un conjunto de instalaciones militares del Ejército de Tierra ubicadas a unos 35 km de Valencia, que ocupan una superficie de 2.556,27 hectáreas, la mayor parte pertenecientes al término municipal de Marines y una pequeña parte a los de Liria, Gátova y Olocau. Se extienden en el valle del Turia al pie de sierra Calderona, cuyo parque natural comprende 1,44 hectáreas de la base.
La base se concibió para albergar al Centro de Instrucción de Reclutas número 7, creado en 1964 y establecido provisionalmente en viejas instalaciones militares de Bétera. Para ello además de los terrenos cedidos por los municipios afectados y de los que eran propiedad del Estado, se adquirieron en 1965, mediante declaración de utilidad pública y expropiación forzosa, parcelas en el término municipal de Marines, ampliadas en 1968, por el mismo procedimiento de adquisición, con más parcelas del mismo término municipal y de otros limítrofes.
Inicialmente se construyeron escalonadamente ocho pabellones de dos plantas con capacidad para albergar dos dormitorios de tropa para otras tantas compañías cada uno, hasta completar la capacidad prevista de cuatro batallones, otro de las mismas características para alojar la compañía de servicios y plana mayor y varios auxiliares para almacenaje, servicios médicos, aulas de formación, dos comedores, hogar del soldado, cuerpo de guardia, cuatro para letrinas, residencias, de jefes y oficiales y de suboficiales, edificio de administración y mando y dos piscinas, además de la explanada para instrucción en orden cerrado, campo de tiro, pista de pentatlón militar y otras zonas de entrenamiento y deportivas. Posteriormente y según las necesidades de las unidades establecidas en la base se han ido incrementando las instalaciones hasta los más de setenta edificios que la integran.
Ha albergado o alberga total o parcialmente las siguientes unidades:
- Centro de Instrucción de Reclutas número 7 (C.I.R. 7).
- Agrupación Logística Divisionaria número 3 (AGLD-3).
- Regimiento Mixto de Ingenieros número 3 (RMING-3).
- Regimiento de Artillería Antiaérea n.º 81 (RAAA-81), desde julio de 1995.[5]
- Regimiento de Transmisiones n.º 21 (RT-21), desde julio de 1996.[5]
- Regimiento de Caballería Ligero Acorazado Lusitania número 8 (RCLAC «LUSITANIA» 8), desde 1980.[5]
- Grupo de Caballería Ligero Acorazado "MILÁN" XVI, desde el 1 de enero de 2017.